# Вайскопф, Михаил Яковлевич
Михаи́л Я́ковлевич Ва́йскопф (род. 1948, Муром, Владимирская область) — израильский филолог, литературовед, славист, переводчик и комментатор библейских текстов. Профессор русской литературы Иерусалимского университета, доктор философии. Главный редактор журнала «Солнечное сплетение».

## Биография
Родился в Муроме в 1948 году в еврейской семье. Мать, Анна Абрамовна (урождённая Герценштейн, 1923—1975). Отец, Яков Моисеевич Вайскопф (первоначально Вайскоп; 26 января 1923 — 29 августа 1987), родом из Лодзи, происходил из семьи, близкой к польскому Бунду, эмигрировавшей из Польши в Советский Союз в 1926 году. Семья поселилась в Москве. Дед и бабушка Михаила были репрессированы в 1930-е годы, причём дед погиб в лагерях в 1939 году. Отец Михаила был также репрессирован несмотря на несовершеннолетие, однако в 1942 году после истечения срока наказания он добровольно ушёл на фронт и до конца войны и два года спустя служил артиллеристом. За боевые заслуги он был удостоен ордена Отечественной войны I степени. После окончания войны отец женился, и Михаил был первенцем. Поскольку в Москве жить было нельзя, семья жила то в Муроме, то в подмосковной Балашихе. С 1955 до 1972 года Михаил Вайскопф вместе с семьей жил в Эстонии, с 1960 года непосредственно в Таллине. В эти годы отцу удаётся собрать богатую коллекцию антикварной литературы, по которой Михаил позднее познакомился с произведениями Анны Ахматовой, Николая Гумилёва, Велимира Хлебникова и других представителей символизма, акмеизма, футуризма. В 1967 году Михаил поступил на филологическое отделение Тартуского университета, где занимался под руководством Ю. М. Лотмана. После окончания университета в 1972 году Михаил Вайскопф эмигрирует в Израиль. В следующем году туда эмигрируют его родители и сестра.

## Работа в Израиле
Приехав в Израиль, Михаил Вайскопф служит в Армии обороны Израиля, затем продолжает учиться на отделении славистики в Еврейском университете в Иерусалиме у Омри Ронена, Лазаря Флейшмана, Ильи Сермана и Шломо Пинеса. После окончания Иерусалимского университета Вайскопф работает журналистом, переводчиком с иврита, редактором газеты «Спутник», русскоязычного приложения к ивритоязычной газете «Хадашот», академического журнала «Таргум», а также последних новостей на израильском радио. Преподает в Иерусалимском университете, с 1998 года он редактирует журнал «Солнечное сплетение». Публикует статьи в журналах «Русский текст», «Новое литературное обозрение».
В 1992 с отличием защитил докторскую диссертацию. Преподавал русскую литературу и русско-еврейские связи в Тель-Авивском и различных университетах в перестроечной России, затем в Еврейском университете в Иерусалиме.
Самостоятельные научные труды Михаила Вайскопфа начали выходить в Израиле с 1978 года, но долгое время замалчивались в Советском Союзе. Лишь в конце советской эпохи одна из его статей была легально издана в СССР.
М. Вайскопфа интересует в первую очередь сложное пересечение русской и еврейской культур, таковы «Любовь к дальнему: литературное творчество Владимира Жаботинского», «Покрывало Моисея: Еврейская тема в эпоху романтизма» — преломление образа евреев в творчестве писателей-романтиков. Но самая фундаментальная работа исследователя: «Сюжет Гоголя» — это впечатляющий вклад в гоголеведение. Она и открыла дорогу русскому читателю к работам Вайскопфа в 1993 году. Спустя десять лет потребовалось переиздание книги. Вайскопф интерпретирует произведения Гоголя как многослойную структуру: здесь и фольклор, и элементы масонства, манихейства Гоголя, богоборчество, противостояние православию в 1930-е годы и крах богоборчества в 1940-е годы, духовная трагедия.
Затем последовали «Во весь Логос: Религия Маяковского», «Писатель Сталин». Многие его работы последнего времени, посвящённые перипетиям русской и еврейской культур, опубликовал московский журнал «Лехаим»: «Семья без урода», «Мой отец Яков Вайскопф». Он принял участие в дискуссиях вокруг книги А. И. Солженицына «Двести лет вместе» в круглом столе журнала «Солнечное сплетение».
Михаил Вайскопф был в числе инициаторов международной научной конференции Института мировой литературы им. А. М. Горького РАН и Государственного музея В. В. Маяковского по программе «Проблемы текстологии и творческой биографии В. В. Маяковского» в июне 2008 года.
В 2017 году за книгу о Бабеле был награждён ФЕОР премией «Человек года».
Жена М. Я. Вайскопфа литературовед Елена Толстая-Сегал — внучка писателя А. Н. Толстого, также преподаёт мировую литературу в Еврейском университете (Иерусалим).

## Участие в сионистском движении
По собственному признанию Вайскопфа, сионистом он стал с четырёх лет, с момента проведения сталинской кампании по борьбе с космополитизмом. Приехав в Израиль, Вайскопф обращается к изучению биографии и творчества Владимира Жаботинского (позднее он станет главным редактором Полного собрания сочинений Владимира Жаботинского), освоению иврита, изучению и комментированию библейских текстов, налаживанию связей евреев диаспоры. См.:.

## Семья
Жена — Елена Толстая, литературовед, внучка писателя А. Н. Толстого. Трое сыновей.

## Награды
- Премия «Скрипач на крыше» в номинации «Литература» (2017) — за исследование еврейской темы в творчестве Исаака Бабеля[11].

### Книги
- 1995 — Во весь Логос. Религия Маяковского. М.: Иерусалим: Holy Garden, 1995.
- 2002 — Сюжет Гоголя. Морфология. Идеология. Контекст. — 2-е изд., испр. и расшир.: М.: изд. РГГУ, 2002.
- 2002 — Писатель Сталин. — М.: Новое литературное обозрение, 2002.
- 2003 — Птица-тройка и колесница души. Работы 1978—2003. — М.: Новое литературное обозрение, 2003.
- 2008 — Покрывало Моисея. Еврейская тема в эпоху романтизма. — М.: Мосты культуры / Гешарим, 2008.
- 2012 — The Veil of Moses. (Studia Judaeoslavica vol. 5) — Brill, Leiden — Boston, 2012.
- 2012 — Влюбленный демиург. Метафизика и эротика русского романтизма. — М.: Новое литературное обозрение, 2012.
- 2017 — Между огненных стен. Книга об Исааке Бабеле. — М.: Книжники, 2017.

### Статьи

#### Работы о русской литературе XIX века, 2004—2021
- 2004 — Смерть в Италии. О литературном генезисе «Рима» и отрывка «Ночи на вилле» // Гоголь и Италия. Gogol e Italia. М.: РГГУ, 2004.
- 2004 — Случай, который повторился: неучтенные источники Гоголя // Поэтика русской литературы. Сб. ст. к 75-летию профессора Ю. В. Манна. М.: РГГУ, 2006. (под заг. «Не шей ты мне, матушка…» // Jews and Slavs. Vol. 14. Festschrift Professor Ilya Serman. М.: Иерусалим: Мосты культуры — Гешарим, 2004).
- 2005 — Голубь и лилия: романтический сюжет о девушке, обретающей творческий дар // Шиповник. Историко-филологический сборник к 60-летию Романа Давидовича Тименчика. М.: Водолей, 2005.
- 2010 — Мнимый Гоголь в роли Ревизора // Габриэлиада. К 65-летию Г. Г. Суперфина. Тарту: Ruthenia, 2008. (Под заг. «В блюдечках-очках, или Гоголевский двойник в Малороссии» // Метаморфозы русской литературы. Белград: Филологич. ф-т Белградского ун-та, 2010).
- 2013 — Женские образы в «Войне и мире» и русская проза 1830-х годов // Лев Толстой в Иерусалиме. М.: Новое литературное обозрение, 2013.
- 2013 — Танец с черепом: балладно-вампирические мотивы в творчестве Фета // Универсалии русской литературы. № 5. Воронеж: Воронежский государственный университет, 2013.
- 2014 — Борьба за Афанасия Фета // Toronto Slavic Quarterly #47, 2014.
- 2015 — Творчество Лермонтова как агония романтизма // Мир Лермонтова. Коллективная монография. СПб.: Скрипториум, 2015.
- 2016 — «Значительное лицо» в версии Льва Толстого, или Гоголевский след в «Войне и мире» // Лев Толстой и мировая литература. Материалы IX Международной научной конференции: Музей-усадьба Л. Н. Толстого «Ясная Поляна», 2016.
- 2018 — Фет и Тургенев: спор о России // И. С. Тургенев: текст и контекст. СПб.: Скрипториум, 2018.
- 2019 — «Цветочные спирали»: недовоплощенность как конструктивный принцип в поэзии Афанасия Фета // Филологические науки, 2019, № 2.
- 2021 — Проблема модального статуса в сочинениях Гоголя // Культура и текст. К юбилею Г. П. Козубовской. Барнаул: Алтайский государственный педагогический университет, 2021.

#### Работы из цикла «Набоков»
- 2018 — Продление романтизма: интертекстуальные микросюжеты в предвоенной прозе Набокова (введение в тему) // Филологический класс, 2018, № 4 (54).
- 2022 — Нетки Цецилии Ц. Об интертекстуальных источниках Набокова // Набоков и современность. СПб.: ИРЛИ (Пушкинский дом), 2022 (в печати).

#### Работы из цикла «Русское слово на земле Израиля»
- 1991 — О сюжете Пятикнижия (1983) // Ковчег. Альманах еврейской культуры. Вып. 2. М.: Худож. лит., 1991.
- 2001 — «Мы были как во сне»: Тема исхода в литературе «русского Израиля» // Новое литературное обозрение. — 2001, № 47.
- 2003 — Семья без урода. Образ еврея в литературе русского романтизма. // Лехаим, № 28; Птица-тройка и колесница души. М., 2003.
- 2004 — Публикация и комментарий: Абрам Арест. Машбэр (משבר Поэма 1927). Из цикла «Матерная Палестина». // Солнечное сплетение (Иерусалим), 2004, № 8 (27).
- 2004 — «Красное платьице»: образ героини в антисионистском романе Марка Эгарта «Опалённая земля» // Солнечное сплетение (Иерусалим), 2004, № 8 (27).
- 2006 — Между Библией и авангардом: Фабула Жаботинского // Новое литературное обозрение, 2006, № 80.
- 2006 — Любовь к дальнему // Вестник Еврейского университета, М., 2006, № 29 (11).
- 2009 — «Дьявольский восторг» (Добавления к книге «Покрывало Моисея») // Лехаим, 2009, № 11 и 12.
- 2010 — Из-под пятницы суббота: К вопросу о славянской рецепции Библии и еврейских ритуалов // Пермяковский сборник. Часть 2. М.: Новое издательство, 2010.
- 2020 — Замысел Иуды // Южное сияние (Одесса), 2020, № 2.

#### Работы из цикла «Брак с властелином»
- 2001 — Красный чудотворец: Ленин в еврейской и христианской традициях. М., 2001.
- 2003 — Маяковский глазами Якобсона. // Птица-тройка и колесница души. М., 2003.
- 2003 — «Машинистка Лизочка Каплан»: Ленин и братья Бабичевы в «Зависти» Юрия Олеши. // Птица-тройка и колесница души. М., 2003.
- 2003 — Морфология страха. // Птица-тройка и колесница души". М.: Новое литературное обозрение, 2003.
- 2003 — Чёрный плащ с красным подбоем: Булгаков и Загоскин. // Птица-тройка и колесница души. М.: Новое литературное обозрение, 2003.
- 2003 — «Один прекрасный грузин»: Сталин как персонаж Зощенко. // Птица-тройка и колесница души. М.: Новое литературное обозрение, 2003.
- 2005 — Извлечения. // Новое литературное обозрение, 2005, № 73.
- 2006 — Внебрачный сын пролетариата: мессианский комплекс Льва Троцкого. // Новое литературное обозрение, 2006, № 78.
- 2008 — «Свирепые глаза Сталина»: К истории одного псевдонима // Новое литературное обозрение, 2008, № 90.
- 2008 — От неудавшегося народоправства к несостоявшейся пугачевщине. Социальная проблематика войны 1812 года в изображении А. Ф. Вельтмана // Декабристы. Актуальные проблемы и новые подходы. М.: РГГУ, 2008.
- 2009 — Нумерология в риторике большевизма // Авангард и идеология: русские примеры. Белград: изд-во Филологического ф-та Белградского университета, 2009.
- 2019 — Пути Избавителя: конспирология в «Крысолове» Александра Грина. // Универсалии русской литературы". Воронеж: Издательский дом ВГУ, 2019, № 7.
- 2021 — Воспоминания Андрея Белого о Штейнере: актуальный контекст // Загадка модернизма: Вячеслав Иванов. М.: Водолей, 2021.
- 2022 — Рихард Вагнер, Франц Кафка и Александр Грин: к истории одного либретто // Matica Srpska Journal of Slavic Studies / Нови Сад, 2022, № 100.

#### Пропащая грамота (Рассказы, эссе и др.)
- 1985 — Рождение культа (в последующих публикациях «Большевистский Христос»). Эссе // Синтаксис (Париж), 1985, № 15.
- 1994 — Памяти Мура // И. О. (Иерусалим), 1994, № 6а.
- 1995 — Конец света // Двоеточие (Иерусалим), 1995, № 1.
- 1999 — Вертепное действо от архангела Гавриила // Солнечное сплетение (Иерусалим), 1999, № 9.
- 2003 — Прекрасная Елиза. Старинная быль, поведанная его Высокопревосходительством генералом от инфантерии и высших российских орденов кавалером, славным У… П… со слов некоей старушки говоруньи, утаившей имя свое от потомства. // Птица-тройка и колесница души. М., 2003.
- 2003 — Страшная ночь, или Экзекутор. Девятая повесть «Вечеров на хуторе близ Диканьки». // Птица-тройка и колесница души. М., 2003.
- 2003 — Сколопендра. Рукопись, найденная в полуштофе. // Птица-тройка и колесница души. М., 2003.
- 2003 — Капля меда // Птица-тройка и колесница души. М., 2003.
- 2003 — За стеной // Птица-тройка и колесница души. М., 2003.
- 2003 — Письмо // Птица-тройка и колесница души. М., 2003.
- 2004 — Лунная грязь // Солнечное сплетение (Иерусалим), 2004, № 7 (26).
- 2007 — Мой отец Яков Вайскопф // Лехаим, 2007, № 183.
- 2012 — Галилея. (Под заглавием «Гостиница») // +(972) СПб.: СПб филиал Еврейского агентства, 2005, № 5; Двоеточие (Иерусалим), 2012, № 35.
- 2012 — Хеврон // Двоеточие (Иерусалим), 2012, № 35[12].

#### Работы на других языках
- 1996 — Chapter «métaphysique russe dans le premier quart du XIXe siècle». Histoire de la littérature russe. Le XIXe siècle // L’époque de Pouchkine et de Gogol. Editors: Efim Etkind, George |Nivat, Ilya Serman, Vittorio Strada. Paris, Fayard, 1996: pp. 943–956.